# 菲利克斯·阿德勒 (伦理学家)
菲利克斯·阿德勒（Felix Adler；1851年8月13日—1933年4月24日） 是一位德裔美国政治和社会伦理学家、宗教领袖和社会改革家，伦理文化运动的创始人。 

## 生平
他出生于黑森大公国阿尔蔡，是猶太教改革派领袖塞缪尔·阿德勒和亨利埃塔·法兰克福的儿子。菲利克斯六岁时，因父亲成为纽约伊曼纽尔圣殿首席拉比，全家从德国移民到美国。
阿德勒就读于哥伦比亚文法预科学校（Columbia Grammar & Preparatory School），1870年以优异的成绩从哥伦比亚大学毕业，1873年在海德堡大学获得哲学博士学位。
当阿德勒二十三岁回到纽约时，他被邀请去伊曼纽尔圣殿布道，追随父亲的脚步，成为拉比。他的“未来的犹太教”（The Judaism of the Future）理论震惊了会众，因为他一次都没有提到神，而提出犹太教是全人类的道德宗教。这次布道是他在伊曼纽尔圣殿的第一次也是最后一次布道。
1874年，他父亲的会众帮阿德勒在康奈尔大学找到一个教职，担任希伯来和东方文学的教授。他很受学生欢迎，与学生讨论了他新颖的宗教思想、当代的劳工斗争和权力政治。他因其观点而被攻击为无神论者，1876年康奈尔大学拒绝接受支付阿德勒工资。1902年，阿德勒成为哥伦比亚大学政治和社会伦理学系主任，并在那里任教直至1933年去世。

## 纽约伦理文化学会
1876年，26岁的阿德勒对他的伊曼纽尔圣殿布道进行进一步阐释。1876年5月15日，他重申需要一种没有仪式或信条的宗教，用来统一人类的道德行为。废除神学、将有神论者、无神论者、不可知论者和自然神论者团结在一起在当时是一个革命性的想法。不久，阿德勒开启了系列周日讲座。1877年2月，在伊曼纽尔圣殿的约瑟夫·塞利格曼（Joseph Seligman）的帮助下，阿德勒成立了伦理文化学会（Society of Ethical Culture）。 
阿德勒主张“要行动，不要信条”（deed, not creed），相信善行是伦理文化的基础。1877年，学会组织了一支护士队伍，探访贫困地区的病人。1878年，该协会为劳工阶层建立了一所免费幼儿园，后来发展成伦理文化菲尔德斯顿学校（Ethical Culture Fieldston School），阿德勒一直担任校长直至去世。
阿德勒于1904年担任全国童工委员会（National Child Labor Committee）的首任主席。1917年，阿德勒在公民自由局（Civil Liberties Bureau，后来的美國公民自由聯盟）任职。1928年，他成为美国哲学协会东部分会主席。他也曾是全国都市联盟第一届执行委员会委员。

## 理论
阿德勒在康德和黑格尔的基础上发展了一种原创的哲学。他拒绝康德的形而上学，但接受康德对人的内在价值和尊严的强调，并结合了他自己的想法，如自我实现。他比约翰·杜威更早开始关注“人的问题”。虽然他的思想具有实用主义倾向，但本质上是“一位具有巨大实践改革热情的道德理想主义者”，主张道德完美主义。
阿德勒的伦理学既追求普遍原则，也考虑道德特殊主义。阿德勒认为，道德法则本身应当适用于所有人，只是需要考虑每个人的具体情况，不能简单一概而论。
他认为美德的目的必须是美德本身，否则就不是真正的美德；结果主义尤其是功利主义在伦理学中是不合适的，因为它试图以定量标准判断定性标准。阿德勒反对商业主义，认为“当今世界的病因是商业至上”。

## 作品

### 书籍
- . New York: G. P. Putnam's Sons. 1880  [2023-07-23]. （原始内容存档于2023-08-05）.
- . New York: McClure, Phillis and Co. 1903.
- . New York: McClure, Phillis and Co. 1905.
- . New York: McClure, Phillis and Co. 1905.：1915年重修
- . International Education Series 21. New York: D. Appleton and Co. 1892.
- . New York: James Pott and Co. 1905  [2023-07-23]. （原始内容存档于2023-08-05）.
- . New York: D. Appleton and Co. 1915.
- . New York: D. Appleton and Co. 1918.
- . New York: D. Appleton and Co. 1920.
- . American Home Series. New York: Abingdon Press. 1922.
- . New York: D. Appleton and Co. 1923. OCLC 607376.
- —. Friess, Horace , 编. . New York: Columbia University Press. 1946  [2023-07-23]. （原始内容存档于2023-07-23）.

### 文章
- . . New York: D. Appleton and Co. 1926. OCLC 2594955.
- —. . Remsen, Daniel S.  (编). . New York: G. P. Putnam's Sons. 1911: 89–93.

### 引用
1. ↑  Seigel, Micol. . . Jewish Women's Archive. March 1, 2009  [November 21, 2014]. （原始内容存档于2023-07-27）.
2. ↑  Bowden, Henry Warner.  2nd. Westport, CT: Greenwood Press. 1993: 9–10. ISBN 9780313278259.
3. ↑  Glazer, Nathan. . Chicago History of American Civilization. University of Chicago Press. 1957.[页码请求]
4. 1 2 3  Johnson 1906
5. ↑  Warner Bowden, Henry. . American National Biography (Oxford University Press). 2000  [November 7, 2022]. ISBN 978-0-19-860669-7. doi:10.1093/anb/9780198606697.article.0800013. （原始内容存档于2022-06-23）.
6. 1 2 3 4 5  Radest, Howard B. . Milestones of Thought in the History of Ideas. New York: Fredrick Unger Pub. Co. 1969: 14 &c  [2023-07-23]. ISBN 9780804457736. （原始内容存档于2023-07-23）.
7. ↑  . www.college.columbia.edu.   [2022-02-03]. （原始内容存档于2023-07-23）.
8. 1 2 3 4  . Routledge. 2001. ISBN 9780415936729.
9. ↑  . Cleveland Jewish News. （原始内容存档于May 19, 2014）.
10. ↑  Wollons, Roberta. Antler , 编. . Suny Series in Constructive Postmodern Thought. Albany: State University of New York Press. 1990: 51–68. ISBN 9780791402337.